# メディア関係のスタジオ一覧
メディア関係のスタジオ一覧（メディアかんけいのスタジオいちらん）は、テレビ番組・ラジオ番組にて使用されるスタジオを指す。

## テレビ番組のスタジオ
★は過去に存在したスタジオ

東京都
- スタジオアルタ★
- 東京メディアシティ
- 天王洲スタジオ（テレビ東京・テクノマックス）
- 渋谷ビデオスタジオ★
- 渋谷BOXX★
- スタジオドリームメーカー★（フジテレビ）
- テレビ朝日アーク放送センター（テレビ朝日）テイクシステムズが「テイクスタジオ」として管理した事がある。
- 千代田ビデオスタジオ
- 浜町スタジオ
- 東京タワースタジオ★（テレビ東京・テクノマックス）
- 東宝スタジオ
- 東映東京撮影所
- 多摩スタジオ★（ytv）

神奈川県
- 生田スタジオ（日本テレビ）
- 緑山スタジオ（TBS）

大阪府
- MBSスタジオ in USJ★（毎日放送）
- 千里丘スタジオ★（毎日放送）
- ヨシモト∞ホール大阪★（吉本興業）

## ラジオ番組のスタジオ
東京都
- TOKYO FM渋谷スペイン坂スタジオ★
- イマジンスタジオ（ニッポン放送）